# 차분기관

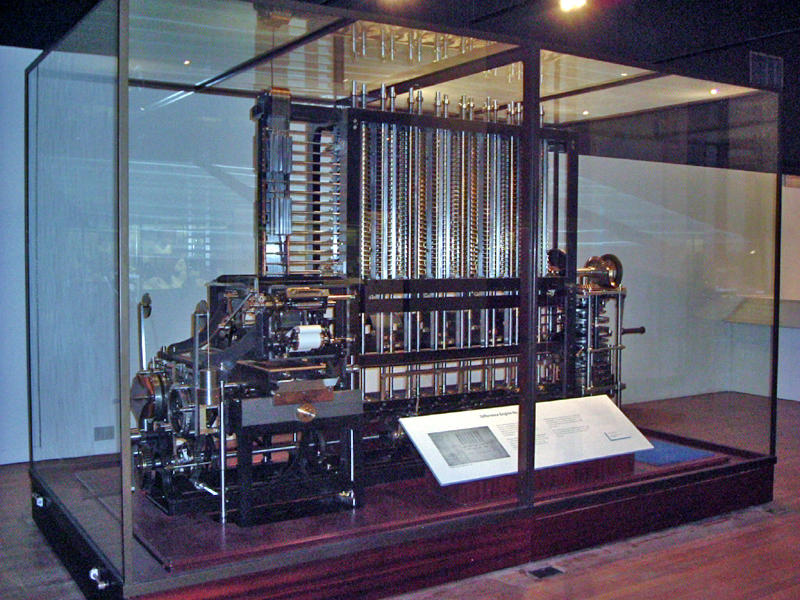
런던 과학 박물관에 전시된 차분기관 2호의 복제품

차분기관(差分機關, 영어: difference engine)은 다항함수를 계산하기 위한 기계식 디지털 계산기이다. 다항함수로 로그함수와 삼각함수도 근사할 수 있기 때문에 이 계산기는 범용으로 사용될 가능성이 충분하다.

## 역사
최초의 차분기관은 1786년 J.H. 뮐러가 제안하였지만 만들어지지는 못했다.
그 후 차분기관은 한 동안 잊혔다가 1822년 찰스 배비지가 이 기관을 다시 발명하였다. 그는 영국 왕립 천문학회에 "매우 큰 수학적 표를 계산하는 기계적인 방법"이라는 제목으로 이 내용을 발표했다. 이 기계는 십진법을 사용했고 핸들을 돌려 동력을 얻도록 설계되었다. 영국 정부는 처음에는 이 연구를 지원했지만 배비지가 이 기계를 만들지는 않고 계속 추가 지원금을 요구하자 지원을 철회하였다. 배비지는 더 일반적인 연산이 가능한 해석기관의 연구를 계속했지만 1847년부터 1849년 사이에는 차분기관의 설계를 발전시켜 "차분기관 2호"를 설계했다. Per Georg Scheutz는 배비지의 설계에 영향을 받아 1855년부터 몇 대의 차분기관을 만들어 1859년 이 중 한 대를 영국 정부에 판매했다. Martin Wiberg는 Scheutz의 차분기관을 개선하였지만 로그표를 계산하고 인쇄하는 용도로밖에 사용하지 않았다.
1989년부터 1991년까지 런던 과학 박물관에서는 배비지의 탄생 200주년을 기념하기 위해 배비지의 원래 설계를 그대로 따라 차분기관 2호를 만들었다. 2000년에는 배비지가 계산결과를 인쇄하기 위해 설계한 인쇄기도 제작했다. 배비지의 원래 설계를 공장에서 제작할 수 있는 형태로 변환하는 과정에서 배비지의 설계의 몇몇 오류가 발견되었다. 그러나 오류가 수정되고 나자 차분기관은 문제 없이 작동하였으며, 지금도 작동 가능하다.
배비지가 차분기관을 설계만 하고 제작하지 못한 것은 빅토리아 시대의 공학 기술로는 이렇게 정교한 기계를 제작하는 것이 불가능했기 때문이라는 주장이 많았다. 그러나 이 기계를 재현하면서 19세기의 기술로 이 기계를 제작하는 것이 충분히 가능하다는 것이 알려졌고, 이제 제작이 불가능하다는 주장은 사라졌다.

## 계산 방법
차분기관은 뉴턴의 미적분법을 원리로 동작한다. 다음과 같은 이차식을 예로 들어 보자.
{\displaystyle p(x)=2x^{2}-3x+2}{\displaystyle }
그리고 p(0), p(0.1), p(0.2), p(0.3), p(0.4)의 값을 계산하고 싶다고 하자. 그러면 다음과 같은 표를 만들 수 있다. 첫 번째 줄은 다항식의 값을 저장하고, 두 번째 줄은 왼쪽의 두 이웃 사이의 차를 저장하고, 세 번째 줄은 두 번째 줄의 두 이웃 사이의 차를 저장한다.
| p(0)=2.0    |                |                |
|             | 2.0-1.72=0.28  |                |
| p(0.1)=1.72 |                | 0.28-0.24=0.04 |
|             | 1.72-1.48=0.24 |                |
| p(0.2)=1.48 |                | 0.24-0.20=0.04 |
|             | 1.48-1.28=0.20 |                |
| p(0.3)=1.28 |                | 0.20-0.16=0.04 |
|             | 1.28-1.12=0.16 |                |
| p(0.4)=1.12 |                |                |

임의의 n차 식에 대해 n+1번째 줄은 항상 같다. 그 때문에 위 표에서는 셋째줄의 값이 항상 같다. 차분기관은 이 원리를 이용해 작동한다.
이 표를 이용해 p(0.5)를 계산해 보자. 맨 오른쪽 줄은 위와 같이 항상 0.04가 된다. 따라서 0.04를 빼면 셋째줄은 0.12의 값을 얻을 수 있다. 다시 p(0.4)의 값 1.12에서 0.12를 빼면 p(0.5) = 1.12-0.12 = 1.00임을 알 수 있다. 이 방법은 0.6, 0.7, ...에 대해서도 무한히 계속될 수 있다.
위와 같은 방법을 이용하면, 차분기관은 곱셈을 계산하지 않아도 덧셈과 뺄셈만으로도 다항식의 값을 계산할 수 있다. 2차식을 계산하기 위해서는 2개의 값만 저장하고 있으면 되고, (첫 번째 줄과 두 번째 줄의 마지막 숫자), n차식을 계산하기 위해서는 n개의 저장공간만 갖고 있으면 된다.
배비지의 차분기관 2호는 7개의 숫자를 31번째 자리수까지 저장할 수 있다. 따라서 7차 다항식을 소수점 31째 자리 정확도로 계산할 수 있는 셈이다.

## 참고 문헌
1. ↑  O’Connor, John J.; Robertson, Edmund F. (1998년 10월). “Charles Babbage”. 《MacTutor History of Mathematics Archive》 (영어). 세인트앤드루스 대학교.